# Леслі (округ, Кентуккі)
Шаблон:StateAbbr_ 37°05′ пн. ш. 83°23′ зх. д. / 37.09° пн. ш. 83.38° зх. д.
Округ  Леслі (англ. Leslie County) — округ (графство) у штаті  Кентуккі, США. Ідентифікатор округу 21131.

## Історія
Округ утворений 1878 року.

## Демографія
За даними перепису 
2000 року 
загальне населення округу становило 12401 осіб, усе сільське.
Серед мешканців округу чоловіків було 6044, а жінок — 6357. В окрузі було 4885 домогосподарств, 3668 родин, які мешкали в 5502 будинках.
Середній розмір родини становив 2,94.
Віковий розподіл населення поданий у таблиці:
| Стать    | До 15 років | 15-21 | 22-29 | 30-39 | 40-49 | 50-65 | 65-85 | Понад 85 |
| -------- | ----------- | ----- | ----- | ----- | ----- | ----- | ----- | -------- |
| Чоловіки | 1273        | 634   | 635   | 948   | 1019  | 953   | 542   | 40       |
| Жінки    | 1192        | 586   | 703   | 974   | 1038  | 1022  | 727   | 115      |

## Суміжні округи
- Перрі — північний схід
- Гарлан — південний схід
- Белл — південний захід
- Клей — захід

## Виноски
1. ↑  U.S. Decennial Census. United States Census Bureau. Архів оригіналу за 26 квітня 2015. Процитовано 17 серпня 2014.
2. ↑  Historical Census Browser. University of Virginia Library. Архів оригіналу за 11 серпня 2012. Процитовано 17 серпня 2014.
3. ↑  Population of Counties by Decennial Census: 1900 to 1990. United States Census Bureau. Архів оригіналу за 13 жовтня 2014. Процитовано 17 серпня 2014.
4. ↑  Census 2000 PHC-T-4. Ranking Tables for Counties: 1990 and 2000 (PDF). United States Census Bureau. Архів оригіналу (PDF) за 18 грудня 2014. Процитовано 17 серпня 2014.
5. ↑  State & County QuickFacts. United States Census Bureau. Архів оригіналу за 7 червня 2011. Процитовано 6 березня 2014.(англ.) Наведено за англійською вікіпедією.
6. ↑  American FactFinder. Бюро перепису населення США. Архів оригіналу за 26 лютого 2012. Процитовано 31 січня 2008.

| США | Це незавершена стаття з географії США. Ви можете допомогти проєкту, виправивши або дописавши її. |